# 甲斐市立竜王南小学校
甲斐市立竜王南小学校（かいしりつ りゅうおうみなみしょうがっこう）は、山梨県甲斐市篠原にある公立小学校。

## 沿革
- 1976年（昭和51年）04月01日 - 竜王小学校から分離開校[2]。
- 1983年（昭和58年）03月23日 - 竜王南小学校から竜王西小学校が分離[3]。同年4月開校[4]。
- 2002年（平成14年）07月31日 - 校庭の緑化工事が完了する[3]。

## 学校周辺
- 玉幡公園（Kai・遊・パーク）
- ユニクロ甲斐アルプス通り店

## アクセス
- 甲府駅南口バスターミナルより山梨交通バス42・43・44・46・47・49系統に乗車、篠原仲新居バス停下車徒歩9分。